# Mātauranga Māori
Mātauranga Māori ist ein kulturphilosophischer Leitbegriff der Māori-Kultur in Neuseeland, der auf die holistische, nachhaltige und interaktive Wahrnehmung und Gestaltung der Welt gerichtet ist.

## Wortbedeutung, Begriffsbildung
Die Bedeutung des Begriffs Mātauranga Māori kann ungefähr mit māorischem Weltwissen, Māori Philosophie oder Māori Weisheit übersetzt werden. Im Gefolge post-kolonialer Diskurse innerhalb wichtiger māorischer Iwi (Großstämme) und akademischer Theorienbildung an Hochschulen kam der Begriff seit den 1990er Jahren auch zu allgemeiner gesellschaftlicher und politischer Bedeutung in Aotearoa/Neuseeland und darüber hinaus. Er wird häufig synonym mit Te Ao Māori (lit. die Māori Welt) verwendet, bezieht sich jedoch stärker auf philosophische Aspekte. Auch mit dem Begriff Tikānga Māori gibt es Bedeutungsüberschneidungen.
Da die Māori-Kultur weltanschauliches Wissen traditionell mündlich überliefert, ist die schriftliche, vor allem akademisch-theoretische Begriffsentfaltung hauptsächlich ein Resultat moderner und postmoderner Entwicklungen, wobei verschiedene Māori-Philosophen wie Linda Smith und Charles Royal in ihrem schriftlichen Werk auch vorkoloniale Formen der māorischen Weltanschauung und Lebenspraxis zu rekonstruieren versuchen. Eine besondere Rolle hierbei spielt die Māori-Sprache (Te Reo), denn sie erlaubt es, anhand des Wortschatzes und der Syntax, vor allem aber in ihrer kommunikativen Praxis voreuropäische erkenntnistheoretische sowie soziale und ökologische Vorstellungen und Praktiken nachzuvollziehen und wiederzubeleben. Dabei wird jedoch zugleich bedacht, dass sich die Sprache selbst in einem permanenten Entwicklungsprozess befindet und sich auf veränderte politische, soziale und technologische Bedingungen (z. B. im Gefolge des Kolonialismus) einstellen konnte und musste.

## Theoretische Überlegungen und kulturelle Praxis
Eine historisch hergeleitete Begriffsbestimmung von Charles Royal definiert Mātauranga Māori als
“Einen modernen Begriff für einen Wissensbestand, der von den polynesischen Vorfahren der heutigen Māori [nach Aotearoa/Neuseeland] gebracht wurde. Hier wuchs dieser Wissensbestand entsprechend den Lebensverhältnissen in Aotearoa und Te Wai Pounamu. Nach einer anfänglichen Phase des Wandels und des Wachstums hatte die Ankunft der europäischen Bevölkerung im 18., 19. und 20. Jahrhundert einen großen Einfluss auf dieses lebendige Wissen und gefährdete es in vielerlei Hinsicht. Neues Wissen wurde jedoch auch durch die Begegnung mit Europäern und im Prozess der Erschaffung einer neuen Nation namens Neuseeland generiert. Wichtige Fragmente und Teile früherer Kenntnisse – insbesondere die Māori-Sprache – sind bis heute erhalten. Diese Fragmente und Teile wirken als Katalysator in einer neuen Schaffensperiode in der Geschichte und Kultur der Māori und im Leben der neuseeländischen Nation.”
Mātauranga Māori umfasst Wissen und Kenntnisse hinsichtlich der Genealogie und Stammesbildung der Großstämme (Iwi) und Großfamilien (Whānau), wobei diese nicht lediglich biologisch und historisch rubrizierend, sondern vor allem in narrativer Form, als erzählendes Eingedenken individueller und kollektiver Leistungen, aber auch Kämpfe und Leiden, bewahrt werden (Whakapapa). Referenzen zum Whakapapa spielen bei zeitgenössischen Stammestreffen, aber auch bei politischen, religiösen und kulturellen Zusammenkünften in Neuseeland eine große Rolle; Versammlungen gehen meist Karakia (Gebet/Anrufung), Waiata (Lieder) und die Erinnerung an die Vorfahren voraus.
Theoretisch und lebenspraktisch geht Mātauranga Māori auf die Anerkennung und Förderung des vielfältigen wechselseitigen Beziehungsgefüges aller Wesen und Dinge der Welt, das als holistischer Pluralismus wahrgenommen wird. Dem Verhältnis von Mensch(en) und Natur, insbesondere der die Menschen leiblich, aber auch ästhetisch und spirituell erhaltenden Umgebungsnatur und Landschaften, wird in Mātauranga Māori ein großer Wert beigemessen. In diesem Zusammenhang spielen bestimmte Formen der Interaktion mit der Natur eine wichtige Rolle, z. B. die Navigation auf dem Meer und auf Binnengewässern, das Fischen, die Jagd und der Gartenbau, Nahrungszubereitung, die Siedlungsanlage, das künstlerische Gestalten der Versammlungsbauten (Whare nui) etc. In der traditionellen Mātauranga Māori Anschauung ist die Natur dabei nicht nur Rahmen, Kulisse oder Material, sondern aktiver, potentiell sogar dialogischer Partner menschlichen Denkens und Handelns. Bestimmte Natur- und Kulturdinge können mit einem (Schutz-)Bann (Tapu, daher das europ. Wort ‘Tabu') belegt sein oder werden; hierzu zählen Begräbnisplätze, Fluss- und Waldgebiete, in denen sich das Wild oder die Fischbrut regenerieren können, aber etwa auch bestimmte geo-thermale Gebiete, von denen dem Menschen Gefahr droht. Das Wissen um Whakapapa und Tabu sind in vielen konservativen, aber auch modernen Māori-Gruppen von großer Bedeutung und werden an jüngere Stammesmitglieder weitergegeben.
Die natürliche und soziale Mitwelt wird als in sich vielfältig gegliederte und gestaltete, von eigenen Kräften und Antrieben durchwirkte Sphäre aufgefasst; und in besonderer Weise als charismatisch und beseelt erlebt. In diesem Sinne kann Mātauranga Māori als inter-relationale Ontologie verstanden werden. Ein besonderer Aspekt des māorischen Weltwissens, der schon früh die Aufmerksamkeit westlicher Anthropologen und Philosophen auf sich gezogen hat, ist die Idee des ‘Mana’ (etwa ‘Würde’, ‘Prestige’, ‘auratische Kraft’). Zu den europäischen Kulturphilosophen, die sich mit dem Mana beschäftigt haben, gehören Claude Lévi-Strauss, Marcel Mauss und Hartmut Böhme. Nach māorischer Welterfahrung eignet das Mana ausgezeichneten Gegenständen (z. B. Waffen, Kunstgegenständen), aber auch Dingen oder Erscheinungen der Natur (etwa Kauri-Bäumen, die weit über 1000 Jahre alt werden können, Walen, Geysiren) sowie insbesondere charismatischen Personen. Das Mana von Gegenständen und Personen, das zumeist über einen bestimmten Zeitraum akkumuliert wird, kann unter Umständen übertragen, weitergegeben und vererbt werden, dies ist jedoch nur mittels aktiver, und teils ritualisierter geistiger und lebenspraktischer Aneignung durch die Empfangenden möglich. Das totale Verzwecken, Handeln oder Zerstören von mit Mana begabten Dingen, ist ein Sakrileg und zieht nach māorischem Verständnis eine psychologische (Selbst-)Beschädigung und oft auch soziale Sanktionen nach sich. Auch der Begriff des Mana wird weiterhin tradiert und hat seinen Sitz im Leben der zeitgenössischen Māori-Kultur; zudem wird er, zusammen mit anderen Elementen māorischer Philosophie u. a. in Schulen und Hochschulen thematisiert.
Die Philosophen Mika und Stewart haben in jüngster Zeit darauf hingewiesen, dass Begriffe wie Mātauranga Māori in philosophischen, politischen, pädagogischen und juristischen Diskursen besonders von Pakeha-Neuseeländern (Neuseeländern europäischer Herkunft) vielfach missverstanden, trivialisiert und instrumentalisiert benutzt werden und damit die Gefahr besteht, dass ihre Verwendung von Unberufenen zu einem politischen Tokenismus führt oder beiträgt.
Mika diskutiert die trans- und interkulturelle Vermittlung kulturphilosophischer Diskurse der Māori-Kultur und -Philosophie anhand des Begriffs ‘Übersetzung’ (‘translation’). Er sieht interkulturelle wissenschaftliche Kommunikation als performatives und repräsentatives Geschehen, bei der wie bei einer linguistischen Übersetzung nicht lediglich Worte, Begriffe und Satzstrukturen übertragen werden müssen, sondern ebenso die in der Sprache aufscheinenden kulturellen und ontologischen Dimensionen. Der sprachlichen (Fehl-)Übersetzung ähnlich besteht im kulturphilosophischen Austausch die Gefahr, dass indigene Lebenswirklichkeiten, Konzepte und Traditionen missverstanden und missappropriiert werden, aber auch die Chance verständnisvoller trans-kultureller Interaktion und Kommunikation, der kritischen Evaluierung von ‘Übersetzungen’ und der Würdigung gemeinsamer ontologischer Horizonte. Über die trans-kulturell ‘übersetzten’ Repräsentationen von indigenen Leitbegriffen sagt Mika im Hinblick auf das nur annähernd und manchmal gar nicht übersetzbare Eigenleben indigener Sprachwirklichkeit:
‘Wir müssen uns daran erinnern, dass der Schritt der „Re-präsentation“ das unerschöpfliche Wesen der Welt gemäß den in der Sprache enthaltenen kulturellen Rahmenbedingungen verändert. Wenn die Essenz einer Sache betrachtet werden soll, gerät das Problem auf eine noch profundere Ebene, auf der die Māori-Vorstellungen oder -Worte bereits über ihr eigenes Leben verfügen.’
Mit dem im inter-kulturellen Austausch gebotenen notwendigen Respekt und der Einsicht, dass ‘Übersetzen’ sehr leicht zu Missdeutungen oder Fehlaneignung führen kann, sollte daher auch dieser Eintrag gelesen werden.

## Ökopolitische und gesellschaftliche Dimensionen
Mana-begabte natürliche Organismen, die Personen und Kollektiven wirtschaftliche und kulturelle Lebensgrundlagen bieten, galten in der Māori Kultur schon in frühester Zeit als schützens- und bewahrenswert. Nach ihrem Selbstverständnis sind die Tangata Whenua (etwa ‘Ursprungsbevölkerung des Landes’) Statthalter und Bewahrer der Naturdinge und ihrer wechselseitigen Beziehungen. Naturnutzung hat sich daher strikt an Nachhaltigkeit zu orientieren. Ein Beispiel bilden Flüsse, die bereits in vorkolonialer Zeit Lebensadern der Māori-Kultur waren. Als Nahrungsquelle, Verkehrswege, Trinkwasserversorger, zum Baden, Reinigen, als Meditationsort und als spiritueller Pilgerweg der Seelen der Verstorbenen Richtung Hawaiki, der mythischen Seelen-Insel, genoss etwa der Waikato-Fluss höchstes Ansehen (Mana) in der traditionellen Māori-Kultur im Waikato-Raum. Im Zusammenhang mit modernen Formen der Umweltzerstörung durch Gewässerverschmutzung, Uferbebauung, Übernutzung der Fisch- und Wasserreserven sowie der forcierten Kommerzialisierung der Wasser- und Energiereserven, wurde die traditionelle Mana-Vorstellung von den māorischen Flussanliegern ökologisch, aber auch juristisch verstärkt aufgenommen. In Verhandlungen mit der neuseeländischen Regierung wurde daher im März 2017 dem Whanganui-Fluss – angesichts der „tiefen spirituellen Verbindung der Stämme mit dem Fluss“ – der Status einer rechtlichen Person verbrieft. Der Whanganui-Fluss ist der weltweit erste mit diesem Status.
Obwohl dem traditionellen Māori-Denken die oft strikte westliche Subjekt-Objekt Dichotomie fremd ist, kann man in Analogie dieser Unterscheidung tentativ sagen, dass dem Fluss aufgrund seines Mana quasi ein ‘Subjekt-Status’ zuerkannt wurde. Unter Hinweis auf das Mana von Orten wurden in der Vergangenheit auch Protestaktionen gegen den Raub und die Degradierung von Land veranstaltet, so in den 1970er Jahren Proteste am Bastion Point in Tāmaki Makaurau (Auckland), 1995 in den Pākaitore Gardens in Whanganui und 2017 in Ihumātao, Māngere, Tāmaki Makaurau. Die Protestierer sind demgemäß Sprecher oder Zeugen des Mana.
Mātauranga Māori hat seit alters her eine stark kommunitäre Ausrichtung. Ein Teil des ursprünglichen, aber auch des modernen kommunitären Lebens gestaltet sich in den Versammlungshäuser (Whare nui, wörtlich: großes Haus) der Stämme und Unterstämme. Stammesland, vor allem das das Whare nui umgebende Land, ist zumeist Gemeinschaftsbesitz (vergleichbar der ‘Allmende’ in germanischen Kulturen) und wird auch gemeinschaftlich genutzt. Zur Gemeinschaft des Whare nui (auch ‘Marae’ genannt) gehören die Stammesangehörigen, aber auch adoptierte Mitglieder, Gäste und Freunde. Die Gemeinschaft ist daher nicht exklusiv, sondern offen inklusiv bestimmt. Das Miteinander auf dem Marae unterliegt zumeist einem überlieferten Protokoll. Bei offiziellen Besuchen findet zu Beginn der Gästeaufnahme z. B. eine offizielle Begrüßungszeremonie (Pōwhiri) statt. In ihr stellen sich die Gäste nicht wie in vielen westlichen Kulturen zunächst mit Namen oder Titeln vor, sondern verweisen in poetischen Wendungen oder Liedern auf Landschaften und Taten ihrer Vorfahren. Dabei wird auch das Turangawaewae mitgeteilt, der Ort, mit dem man sich spirituell verbunden fühlt.
Die Turangawaewae-Vorstellung, der heimatliche Ort physischer und geistiger Geborgenheit, den es zu bewahren und zu pflegen gilt, hat auch in der Māori-Pädagogik einen wichtigen Stellenwert. Das Mitteilen der Schönheit und Dignität der Orte und das Selbst-Entdecken, aber auch gemeinschaftliche Erkunden der mit Mana ausgestatteten Welt, sind wichtige Ziele der Māori-Erziehung. Die kommunitäre Dimension der Aneignung, Hervorbringung und Mitteilung von spirituellem, philosophischem, wissenschaftlichem und ästhetischem Wissen ist in der Māori-Kultur stark ausgeprägt; Wissen und künstlerische Fähigkeiten werden vielfach nicht als individueller Besitz, sondern als Gemeingut und als meta-physische Geschenke verstanden und erlebt.

## Im Dialog mit europäischen Philosophietraditionen
Im Gefolge der europäischen Kolonialgeschichte, war die traditionelle Māori-Kultur genötigt, sich mit westlichen Weltanschauungen, vor allem in der christlichen und aufklärerischen Tradition auseinanderzusetzen. Obwohl eine Reihe von frühen Missionarsbewegungen versuchten, traditionelle religiöse Überlieferungen der Māori-Kultur zu unterdrücken, hielten sich in verschiedenen Gemeinschaften die Kenntnisse der alten Kosmologien, Leiterzählungen und Stammesmythen, aber auch die überlieferten Formen der vita communis. Im 19. Jahrhundert entstandenen eigenständige māorische Kirchen, welche jüdisch-christliche Überlieferungen wie das Prophetentum und die Botschaft der Bergpredigt in spezifisch māorischen Kontexten auslegten und umzusetzen versuchten. Hierzu zählen u. a. die 1868 von Te Kooiti gegründete Ringatū Bewegung sowie die von einem māorischen methodistischen Farmer gegründete Rātana-Kirche.
In postmodernen Diskursen kommt es zu vielfältigen Formen der Dialogizität zwischen Mātauranga Māori und westlichen, neuerdings auch fernöstlichen Weltanschauungen. Unter den historischen Stammesältesten, die ein starkes Interesse an westlicher Wissenschaft und Technologie bekundeten, ist Sir Āpirana Turupa Ngata von besonderer Bedeutung, der beispielhaft versuchte, naturwissenschaftliche und technische Errungenschaften europäischer Zivilisation, wo sie Leben und Gesundheit von Individuen und Gruppen dienlich sind, zu übernehmen; sie aber so einzusetzen, dass sie den Gemeinsinn und die traditionelle Māori-Kultur nicht gefährden. In der späten Moderne wird die Rezeption aufklärerischer und wissenschaftlicher westlicher Diskurse und ihre Implikationen für Mātauranga Māori u. a. in den Bereichen Medizinforschung (Genetik, wissenschaftliche Analyse traditioneller Arzneien), Psychologie (Sozialpsychologie, psychologische Störungen im Gefolge des modernen westlichen Indidualismus) und ökonomischer Grundlagenmodelle (Privateigentum und Privatprofite vs. genossenschaftliche Eigentumsformen) diskutiert.
Zu einem intensiven Austausch mit deutschsprachigen Philosophietraditionen, insbesondere in den Bereichen Natur- und Sprachphilosophie, kam es 2011 auf einer Konferenz im Waikato-Tainui College for Research and Development, Hopuhopu unter dem Titel In die Natur, Ki te Wheiao, Into Nature. Herausgearbeitet und in dialogische Beziehungen gesetzt wurden Mātauranga Māori und frühromantische (Novalis, Schelling) Konzepte einer sprechenden und kreativen Natur sowie poetischer Sprache als erkenntnistheoretische und mitschöpferische Weise der Welterfahrung (Franke), des Status freier Güter und der Gedanke der Nachhaltigkeit in der Rechtsphilosophie Hegels (Vieweg), z. B. im Vergleich zu māorischen Formen des Gemeinguts, sowie pädagogischer Wege, welche die Wertschätzung überlieferter Sprachen und ihres Weltwissens und auch identitätsbildender Natur- und Landschaftsformen ermöglichen (Mika, White, Kelly).